# ムーンスパイラル (曲)
『ムーンスパイラル』は、米川英之が1996年9月1日にバップからリリースした4枚目のシングルである。

## 解説
- 日本テレビドラマ『ムーンスパイラル』の主題歌。
- ギターをメインにしたハードなサウンドとなっている。
- テレビ朝日系列で不定期にて放送されているドキュメンタリー情報特別番組『列島警察捜査網 THE追跡』において、犯人を追う警察関係者（番組内では追跡者と呼称）を紹介する際にイントロ部分が使用されている。
- c/w「レジスタンス」は、作詞のクレジットに米川の名前が初めて記載された作品。それまでは基本的に作詞は作家に任せるか、イメージなどを伝えて歌詞にして貰っていたが、本作品を最後にレコード会社との契約を解除するにあたって、米川の思いや主張を籠めた言葉であることを明確にすべく名前を表示した。
- 永らくアルバムには収録されていなかったが、2016年12月リリースのベストアルバム『米川英之 BEST』にラインナップされた。

## 収録曲
| 全作曲・編曲: 米川英之。 |                                                     |            |            |      |
| #                        | タイトル                                            | 作詞       | 作曲・編曲 | 時間 |
| 1.                       | 「ムーンスパイラル」(Moon spiral)                   | 山田ひろし | 米川英之   | 4:19 |
| 2.                       | 「レジスタンス」                                    | 高柳恋     | 米川英之   | 4:22 |
| 3.                       | 「ムーンスパイラル(Original karaoke)」(Moon spiral) | 山田ひろし | 米川英之   | 3:18 |